# Реневка (Данковский район)
Реневка — деревня Баловнёвского сельсовета Данковского района Липецкой области.

## География
В деревне имеются три улицы: Муромская, Полевая и Тихая.
На территории Реневки находятся четыре пруда: Реневский, Барский, Жёлтый и Бригадный.
По автомобильной дороге 42К−102 Реневка граничит с районным центром — Баловнёво.

## Население
| 2010 |
| ---- |
| 88   |